# Wszystko, teraz!
Wszystko, teraz! (ang. Everything Now, początkowo The Fuck It Bucket) – brytyjski serial telewizyjny z 2023 roku, stworzony przez Ripley Parker.

## Fabuła
16-letnia Mia wraca do domu po długim pobycie w ośrodku leczenia zaburzeń odżywiania. Trafia z powrotem do chaotycznego świata liceum i szybko przekonuje się, że jej znajomi nie próżnowali, korzystając z uroków nastoletniego życia. Z coraz dłuższą listą życzeń, trójką najlepszych przyjaciół i nowym obiektem westchnień na głowie Mia rzuca się w świat randek, imprez i pierwszych pocałunków, wkrótce odkrywając, że nie wszystko w życiu można zaplanować.

## Obsada

### Role główne
- Sophie Wilde jako Mia Polanco[4]
- Lauryn Ajufo jako Becca Lloyd [4]
- Harry Cadby jako Cameron "Cam"[4]
- Noah Thomas jako William "Will"[4]
- Sam Reuben jako Alex, brat Mii[4]
- Niamh McCormack jako Alison Price[4]
- Jessie Mae Alonzo jako Carli[4]
- Robert Akodoto jako Theo Mason[4]
- Vivienne Acheampong jako Viv, matka Mii[4]
- Alex Hassell jako Rick, ojciec Mii[4]
- Stephen Fry jako dr. Nell[4]

### Role drugoplanowe
- Kiran Krishnakumar jako Jonah[4]
- George Greenland jako Nick[5]
- Sani Thabo jako Rhodri[6]
- Amy Trigg as pani Lambert[7]

## Produkcja
Serial miał premierę 5 października 2023 roku i składał się z ośmiu odcinków.
Pomimo faktu, że rozpoczęto pracę nad scenariuszem drugiego sezonu, Netflix anulował kontynuację serialu.